# Saint-Pierre-du-Mont, Calvados
Saint-Pierre-du-Mont är en kommun i departementet Calvados i regionen Normandie i norra Frankrike. Kommunen ligger i kantonen Isigny-sur-Mer som ligger i arrondissementet Bayeux. År 2022 hade Saint-Pierre-du-Mont 73 invånare.

## Befolkningsutveckling
Antalet invånare i kommunen Saint-Pierre-du-Mont
Referens:INSEE